# Allison Silverman
Allison Silverman (Gainesville, 17 de fevereiro de 1972) é uma roteirista de comédia norte-americana. Como reconhecimento, foi indicada ao Primetime Emmy Awards 2019.